# Attacco israeliano contro l'Iran
L'attacco israeliano contro l'Iran avvenne il 19 aprile 2024, quando l'aeronautica militare israeliana ha lanciato attacchi aerei contro una struttura di difesa aerea all'interno dell'Iran. Gli attacchi aerei limitati hanno preso di mira un sito radar di difesa aerea in una base aerea vicino a Isfahan, nell'Iran centrale. Le immagini satellitari suggeriscono che una batteria di missili terra-aria è stata danneggiata o distrutta. Non ci sono stati danni estesi alla base stessa. L'attacco è stato lanciato in risposta all'attacco iraniano contro Israele, che a sua volta era una rappresaglia per l'attacco aereo israeliano al consolato iraniano a Damasco.

## Storia
L'attacco israeliano contro l'Iran venne effettuato dalle forze di difesa israeliane (IDF) il 19 aprile 2024 alle 5:23 (ora locale). L'azione avvenne in risposta a un precedente attacco dell'Iran contro Israele; queste azioni, a loro volta, erano state effettuate come ritorsione per l'attacco aereo al consolato iraniano di Damasco.
I media e le piattaforme di social media iraniani riferirono di esplosioni vicino a Isfahan, dove si trovano importanti impianti nucleari, un impianto di produzione di droni e un'importante base aerea. In seguito al rilevamento di oggetti aerei sospetti, vennero attivati i sistemi di difesa aerea in diverse province dell'Iran. I media statali iraniani riferirono che droni che volavano sulla regione erano stati intercettati e abbattuti dalle forze di difesa aerea iraniane senza causare vittime o grossi danni. Tre funzionari iraniani riferirono al New York Times che obiettivo dell'attacco era una base aerea vicino a Isfahan. Almeno otto voli commerciali vennero dirottati dalla zona. I media statali iraniani annunciarono la sospensione temporanea dei voli in tutto il paese, restrizione che venne poi revocata quella stessa mattina. L'agenzia statale IRNA affermò che le esplosioni non avevano causato "gravi danni".
Secondo un funzionario statunitense intervistato da ABC News, aerei israeliani lanciarono tre missili a lungo raggio ai danni di un sito di difesa antiaerea iraniano posto a protezione del centro di ricerca nucleare di Natanz vicino Isfahan, apparentemente distruggendolo. Immagini satellitari scattate successivamente confermarono l'avvenuta distruzione o danneggiamento di un impianto radar associato a una batteria di missili antiaerei S-300 in dotazione agli iraniani, schierato nelle vicinanze dell'aeroporto di Isfahan.

## Attacchi correlati

### Siria
In contemporanea all'attacco sul suolo iraniano, l'Osservatorio siriano per i diritti umani ha riferito che gli attacchi israeliani hanno colpito le posizioni radar dell'esercito siriano nel governatorato di As-Suwayda e nel governatorato di Dar'a nella Siria meridionale. In una dichiarazione, il ministero della difesa siriano ha confermato gli attacchi, affermando che Israele ha effettuato un attacco utilizzando missili, prendendo di mira siti di difesa aerea nella regione meridionale e causando danni materiali. Un ex alto funzionario della difesa degli Stati Uniti ha affermato che ciò era compatibile con Israele che "liberava il corridoio aereo in Siria per un attacco a distanza contro l'Iran".

### Iraq
Esplosioni sono state segnalate anche la mattina nel governatorato di Baghdad e nel governatorato di Babil. Jet da combattimento sono stati uditi a Erbil e Mosul. Il booster di un missile balistico lanciato da un aereo israeliano è stato scoperto a sud di Baghdad, indicando che gli aerei israeliani avevano lanciato i loro missili contro l'Iran all'interno dello spazio aereo iracheno.